# Краузер, Райан
Райан Краузер (англ. Ryan Crouser, род. 18 декабря 1992, Портленд) — американский толкатель ядра, трёхкратный олимпийский чемпион (2016, 2020, 2024), двукратный чемпион мира (2022, 2023). Действующий мировой рекордсмен в толкании ядра как в помещении, так и на открытом воздухе.

## Биография

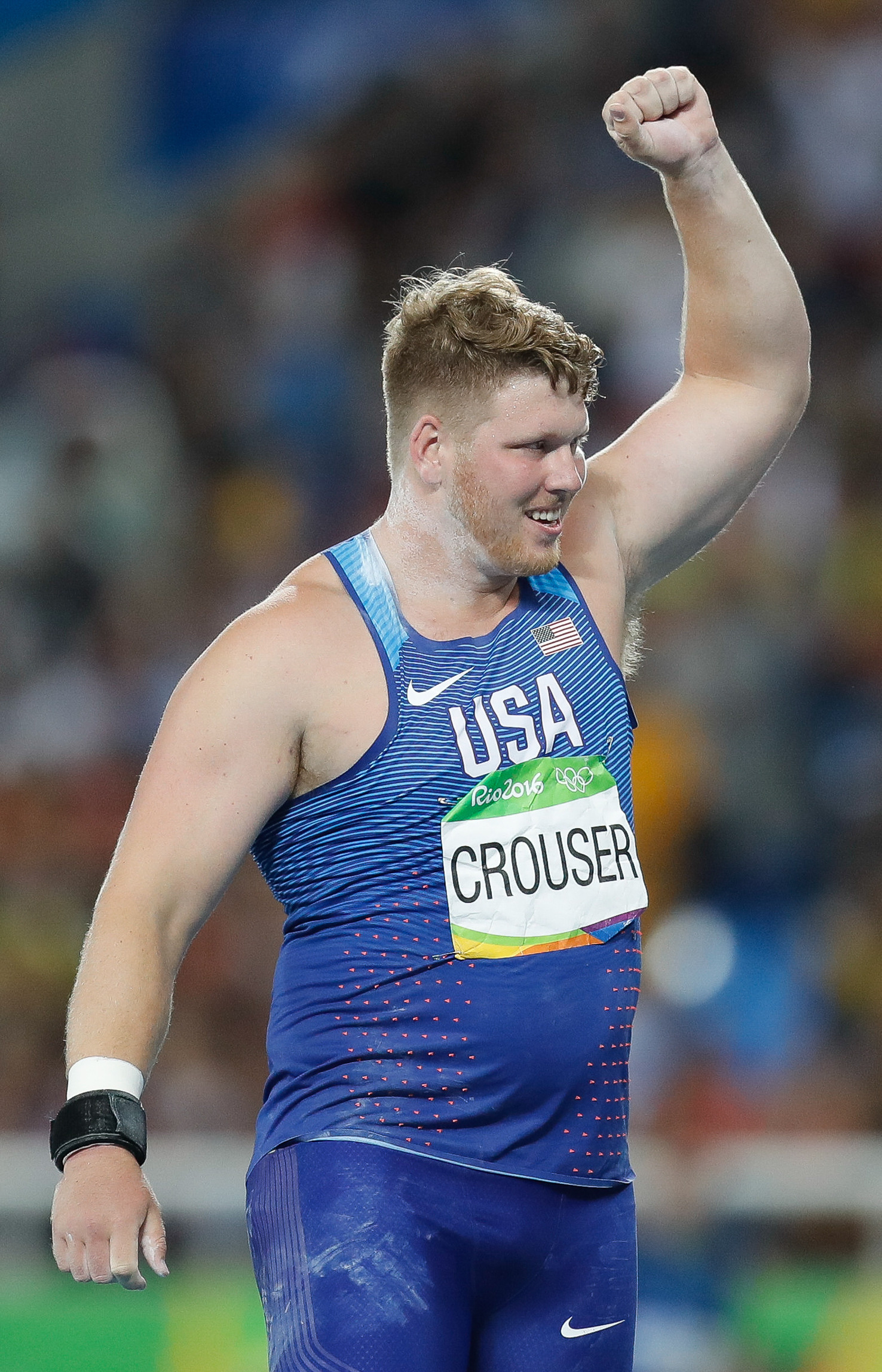
Краузер на Олимпийских играх 2016 года

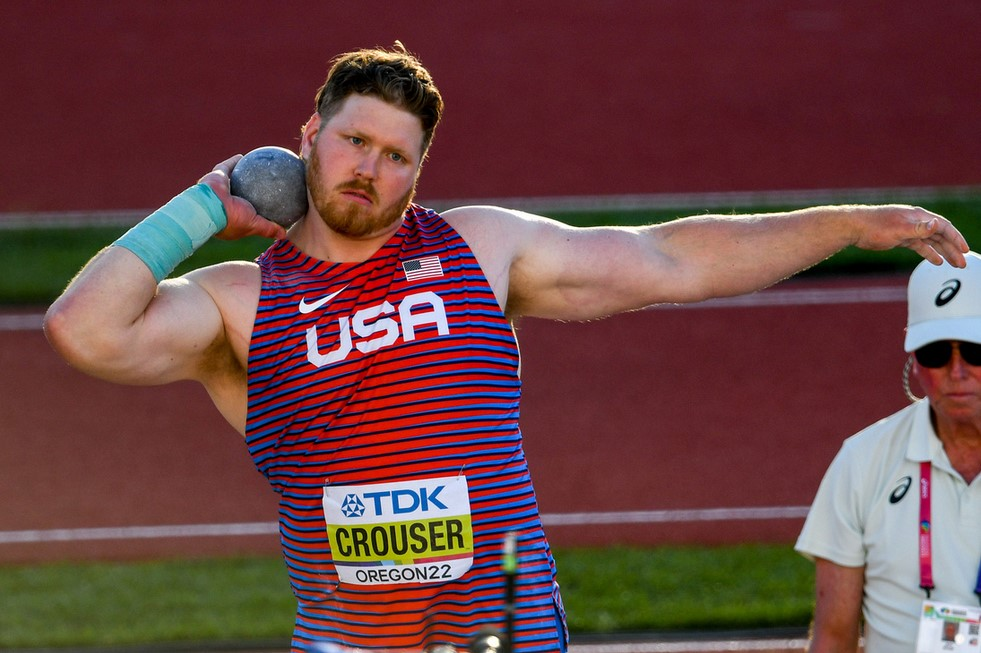
Краузер на чемпионате мира 2022 года

Вся мужская часть семьи Райана — метатели: его отец Митч Краузер был метателем диска, дядя Брайан Краузер — метателем копья, второй дядя Дин Краузер — метателем диска, двоюродные братья Сэм и Хейли — метатели копья.
Райан окончил среднюю школу Сэма Барлоу в Грэшеме и Техасский университет в Остине. Дебютировал на международной арене в 2009 году. На чемпионате мира среди юношей в Брессаноне победил в толкании ядра и стал вторым в метании диска. В 2010 году он получил травму ноги и некоторое время не выступал. Во время учёбы в университете выступал в соревнованиях национальной ассоциации студенческого спорта.
На Олимпиаде 2016 года в Рио-де-Жанейро Райан установил новый олимпийский рекорд — 22 метра 52 сантиметра. Предыдущее достижение принадлежало немцу Ульфу Тиммерманну и было установлено в 1988 году в Сеуле.
На чемпионате мира 2017 года в финале 4 раза толкнул ядро за 21 м, но занял только шестое место с результатом 21,20 м.
На чемпионате мира 2019 года установил личный рекорд 22,90 м, но проиграл всего 1 см чемпиону Джо Ковачу.
18 июня 2021 года, во время национального отбора, который проходил в городе Юджин (штат Орегон), Райан толкнул ядро на 23,37 метра, на 25 см превысив мировой рекорд Рэнди Барнса, державшийся более 31 года — с 20 мая 1990 года.
В финале Олимпийских игр в Токио уже в первой попытке финала побил свой же олимпийский рекорд, толкнув ядро на 22,83 м. Во второй попытке прибавил к результату ещё 10 см — 22,93 м. Лучшей попыткой стала шестая, когда Краузер уже стал чемпионом. Ядро улетело на 23,30 м, что всего на 7 см хуже мирового рекорда.
18 февраля 2023 года толкнул ядро в помещении на 23,38 м, что на 1 см лучше его же мирового рекорда, но высшее достижение не было ратифицировано World Athletics.
27 мая 2023 года в Лос-Анджелесе на открытом стадионе установил новый мировой рекорд — 23,56 м.
В 2023 году на чемпионате мира по лёгкой атлетике в Будапеште Краузер выиграл золото в толкании ядра с результатом 23,51 м (рекорд чемпионатов мира, всего на 5 см хуже мирового рекорда).
3 августа 2024 года в финале Олимпийских игр в Париже выиграл золото в толкании ядра с результатом 22,90 метра, став первым в истории трехкратным олимпийским чемпионом в толкании ядра.

## Основные результаты
| Год  | Соревнования                | Место проведения         | Место | Дисциплина | Результат  |
| ---- | --------------------------- | ------------------------ | ----- | ---------- | ---------- |
| 2009 | Чемпионат мира среди юношей | Брессаноне, Италия       | 1     | ядро       | 21,56 м    |
| 2009 | Чемпионат мира среди юношей | Брессаноне, Италия       | 2     | диск       | 61,64 м    |
| 2016 | Летние Олимпийские игры     | Рио-де-Жанейро, Бразилия | 1     | ядро       | 22,52 м OR |
| 2017 | Чемпионат мира              | Лондон, Великобритания   | 6     | ядро       | 21,20 м    |
| 2018 | Континентальный кубок IAAF  | Острава, Чехия           | 5     | ядро       | 21,63 м    |
| 2019 | Чемпионат мира              | Доха, Катар              | 2     | ядро       | 22,90 м    |
| 2021 | Летние Олимпийские игры     | Токио, Япония            | 1     | ядро       | 23,30 м OR |
| 2022 | Чемпионат мира в помещении  | Белград, Сербия          | 2     | ядро       | 22,44 м    |
| 2022 | Чемпионат мира              | Юджин, США               | 1     | ядро       | 22,94 м    |
| 2023 | Чемпионат мира              | Будапешт, Венгрия        | 1     | ядро       | 23,51 м CR |